# Aspach (Alto Reno)
Aspach (Aaschpi in alsaziano)  è un comune francese di 1 127 abitanti situato nel dipartimento dell'Alto Reno nella regione del Grand Est.

## Storia

### Simboli
L'Armorial Général de France del 1696 riportava uno stemma d'argento, alla lettera A maiuscola di nero.

## Società

### Evoluzione demografica
Abitanti censiti